# Centro Sportivo Capelense
Maillots
Dernière mise à jour : 2 février 2012.
Le Centro Sportivo Capelense est un club brésilien de football basé à Capela dans l'État de l'Alagoas.

## Palmarès
- Championnat de l'État de l'Alagoas
  - Champion : 1959, 1962, 1989